# Фърнгъли: Последната екваториална гора
"Фърнгъли: Последната екваториална гора" (на английски: Ferngully: The Last Rainforest) е американски анимационен филм от 1992 г. Филмът излиза на екран от 10 април 1992 г.

## Синхронен дублаж

### Озвучаващи артисти
| Роля      | Изпълнява        |
| --------- | ---------------- |
| Криста    | Елза Лалева      |
| Пипс      | Калин Сърменов   |
| Зак       | Пламен Захов     |
| Маджи     | Мария Русалиева  |
| Бати Кода | Иван Райков      |
| Хексус    | Христо Мутафчиев |
| Гоана     | Христо Мутафчиев |
| Тони      | Георги Тодоров   |

### Допълнителни дубльори
| Светослав Добрев |

### Песни
| Песен                                      | Изпълнява        |
| ------------------------------------------ | ---------------- |
| Вали живот Един вълшебен свят Ритъм латуси | Момчешки свят    |
| Бати Рап                                   | Иван Райков      |
| Токсична любов Ако аз съм, ще ям някой     | Христо Мутафчиев |
| Пази мечтите                               | Йорданка Илова   |

### Беквокали
| Йорданка Илова      |
| Ася Рачева          |
| Лина Темелкова      |
| Десислава Софранова |
| Момчешки свят       |

### Екип
| Обработка                                                                     | Арс Диджитал Студио (1999)          |
| ----------------------------------------------------------------------------- | ----------------------------------- |
| Режисьор на дублажа Подбор на гласовете                                       | Чавдар Монов                        |
| Музикална режисура Български текст на песните Подбор на вокалните изпълнители | Десислава Софранова                 |
| Адаптация на диалога                                                          | Веселина Пършорова                  |
| Тонрежисьори                                                                  | Венислава Николова Димитър Михайлов |
| Смесване                                                                      | Благомир Алексиев Димитър Михайлов  |
| Изпълнителен продуцент                                                        | Асен Аврамов                        |